# Clarisol de Bretaña
Clarisol de Bretaña (en portugués: Clarisol de Bretanha) es un libro de caballerías portugués, publicado por primera vez en Lisboa en 1602, con el título de Quinta y sexta parte de Palmerín de Inglaterra y el subtítulo de Crónica del famoso príncipe Don Clarisol de Bretaña, hijo del Príncipe Don Duardos de Bretaña, en la cual se cuentan sus grandes caballerías, y de los príncipes Lindamor, Clarifebo, y Beliandro de Grecia, hijos de Vasperaldo, Laudimante, Primaleón y de otros muchos príncipes, y caballeros famosos de su tiempo. Fue reimpresa en 1604.

## Reseña
La obra, continuación de Palmerín de Inglaterra y de Duardos de Bretaña, fue escrita por Baltasar Gonsalves Lobato, natural de la ciudad de Tavira, quien la dedicó a Diego da Silva, Conde de Portalegre, mayordomo mayor del rey Felipe III en Portugal.
El libro está dividido en dos partes, identificadas con los nombres de Quinta y Sexta, la primera dividida en noventa y siete capítulos y la segunda en sesenta y cuatr. Concluye anunciando una séptima parte, que no llegó a publicarse.
Fue el último libro del ciclo de los Palmerines.